# Tonbridge
Koordinaten: 51° 12′ N, 0° 17′ O
Tonbridge ist eine Stadt im Süden Großbritanniens in der Grafschaft Kent. Tonbridge hat ca. 36.000 Einwohner (Stand 2021) und liegt am Fluss Medway. Tonbridge, bis ins 19. Jahrhundert auch 'Tunbridge' geschrieben, gehört zum Verwaltungsbezirk Tonbridge and Malling und liegt circa 45 km südöstlich von London. Die nächste größere Nachbarstadt ist Tunbridge Wells.

## Geschichte

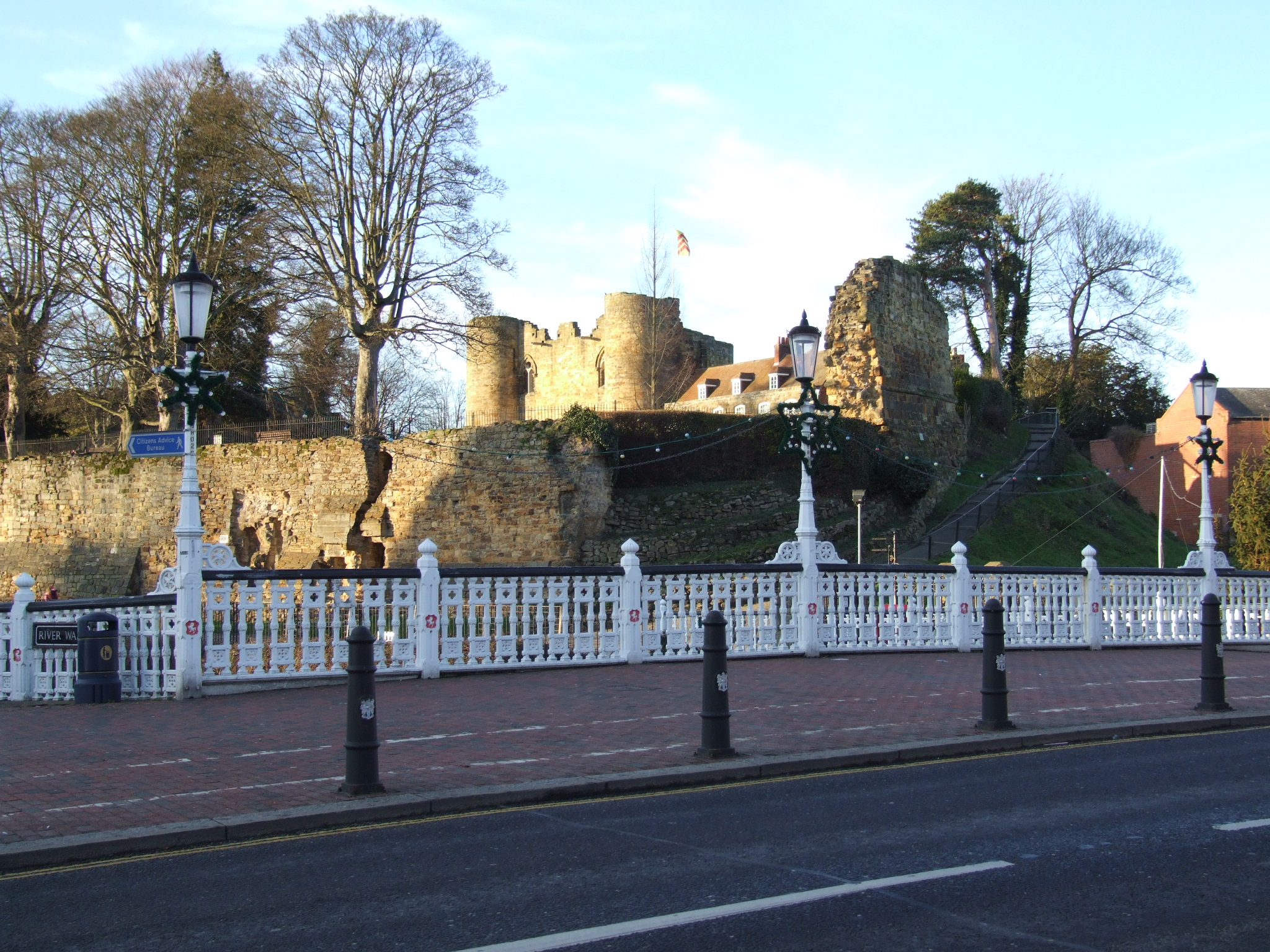
Tonbridge Castle

Das Schloss Tonbridge Castle wurde im 11. Jahrhundert vom Edelmann Richard Fitzgilbert erbaut. Dieser hatte die Ländereien zuvor von Wilhelm I. (England) als Dank für seine Treue in der Schlacht von Hastings überlassen bekommen. Mit dem Bau des Schlosses wuchs sowohl die Einwohnerzahl der kleinen Siedlung Tonebridge, wie ihr Name 1086 im Buch von Winchester noch lautete, als auch ihr Ansehen im Land. 1088 wurde die Stadt niedergebrannt, als es zu einer Rebellion gegen Wilhelm II. (England) kam. Bis ins späte achtzehnte Jahrhundert wurde die Stadt dann unter dem Namen Tunbridge in den Karten geführt.
Wirtschaftlich hob sich Tonbridge durch die Fähigkeit seiner Einwohner, mit Holz umzugehen, von seiner Umgebung ab. Bis heute ist die so genannte „Tunbridgeware“ (hölzerne Einlegeware und kleine Kunstobjekte) über die Stadtgrenzen hinaus bekannt. Landesweite Bekanntheit errang Tonbridge allerdings durch die Fertigung von Cricketbällen. In die Kriminalgeschichte ging Tonbridge durch den Diebstahl von 53,1 Mio. Pfund aus einem Gelddepot der Firma „Securitas“ im Jahr 2006 ein.

## Infrastruktur
Tonbridge hat einen überregional bedeutsamen Bahnhof und liegt nicht weit entfernt von der Autobahn M25. Die Landstraße A21 zwischen London im Norden und Hastings im Süden ist jedoch der bedeutendste Anschluss an das englische Straßennetz. Durch die Stadt führt auch die A26 road.

## Historische Bauten im Umland
- Tonbridge Castle, Tonbridge: Eine guterhaltene Burgruine.
- Bodiam Castle, Bodiam: Eine guterhaltene Burgruine aus dem 14. Jahrhundert.
- Bateman’s, Burwash. Haus eines Eisenhüttenbesitzers aus dem 17. Jahrhundert; war 30 Jahre lang Wohnsitz des Dichters/Schriftstellers Rudyard Kipling (Dschungelbuch).
- Chartwell bei Westerham / Sevenoaks: Ehemaliger Wohnsitz des engl. Premiers Sir Winston Churchill.
- Hever Castle, Hever / Tonbridge: Herrenhaus, Wohnsitz der Anne Boleyn, bevor sie die zweite Frau Heinrichs VIII. wurde.
- Knole House, Sevenoaks: Eines der größten Herrenhäuser England, seit Elisabeth I. im Familienbesitz der Sackvilles, (siehe Vita Sackville-West), Möbelsammlung, Prunksäle und Gemäldegalerie.
- Penshurst Place, Penshurst / Tonbridge: Eines der besterhaltenen „Stately Homes“ in England aus dem 14. Jahrhundert.
- Scotney Castle, Lamberhurst / Tunbridge Wells: Ein „Country House“ aus dem 19. Jahrhundert mit einem pittoresken Blick auf die Schlossruine aus dem 14. Jahrhundert.
- Chiddingstone Castle, Chiddingstone/Tonbridge: Ein Schloss aus dem 16.–19. Jahrhundert mit Sammlung japanischer Rüstungen sowie ägyptischer und buddhistischer Artefakte – großer japanischer Garten.

## Schulen
- Judd School (Jungen-Gymnasium mit gemischter Oberstufe)
- Tonbridge Grammar School (Mädchen-Gymnasium mit gemischter Oberstufe)
- Weald of Kent Grammar School (Mädchen-Gymnasium mit gemischter Oberstufe)
- Tonbridge School (Private Jungenschule)
- Hillview School (Mädchen-Realschule)
- K College
- Hugh Christie Technology College (Gesamtschule)
- Hayesbrook School (Jungen-Realschule)

## Städtepartnerschaften
Tonbridge pflegt Städtepartnerschaften mit
- Le Puy-en-Velay in Frankreich (seit 1968)
- Heusenstamm in Deutschland (seit 1984)

## Persönlichkeiten

### Söhne und Töchter der Stadt
- Gautier II. Tirel (* 1065, † zwischen 1100 und 1130), Adliger und Höfling
- Gilbert de Clare, 1. Earl of Pembroke (1100–11148), Adliger
- Richard de Clare, 2. Earl of Pembroke (1130–1176), Adliger
- John George Children (1777–1852), Chemiker, Mineraloge und Zoologe
- Anna Atkins (1799–1871), Botanikerin und Illustratorin
- James Edwin West (1840–1860), Epilepsiepatient
- Henry Watson Fowler (1858–1933), Lexikograph, Philologe und Anglist
- Reginald Punnett (1875–1967), Genetiker
- Robert William Harvey-Bailey (1877–1962), Ingenieur
- Cecil Powell (1903–1969), Physiker und Nobelpreisträger
- Richard Goldsmith White (1906–1993), Generaldirektor des britischen Geheimdienstes
- Alfred Beloë (1908–1969), Autorennfahrer
- Pauline Gower (1910–1947), Pilotin und Schriftstellerin
- Harry Andrews (1911–1989), Film- und Theaterschauspieler
- Neville Duke (1922–2007), Jagdflieger und Testpilot
- Roy Walker (1931–2013), Artdirector und Szenenbildner

### Mit Tonbridge verbunden
- William James West (1793–1848), Arzt und Erstbeschreiber des West-Syndroms
- John Gorham (Mediziner, 1814) (1814–1899), britischer Mediziner